# 다르에스살람집박쥐
다르에스살람집박쥐(Pipistrellus permixtus)는 애기박쥐과에 속하는 박쥐의 일종이다. 탄자니아에서만 발견된다. 자연 서식지는 아열대 또는 열대 기후 지역의 건조림이다.

## 특징
작은 박쥐로 몸통 길이는 42mm이고 전완장은 34mm, 꼬리 길이는 33mm이다. 발 길이는 6mm, 귀 길이는 13mm이다.

## 생태
먹이는 곤충이다.

## 분포 및 서식지
1905년 탄자니아 다르에스살람에서 포획된 완모식표본만이 알려져 있다. 형태학적 특징은 구북구에 서식하는 집박쥐속의 형태와 밀접한 관계가 있음을 시사하기 때문에 일부 저자는 탄자니아 수도 항구에 정박한 보트를 통해 아프리카 대륙에 도착했다고 추정하고 있다.